# Zwijnskop
De Zwijnskop (Engels: The Hog's Head) is een kroeg die voorkomt in de Harry Potter-boekenreeks van de Britse schrijfster J.K. Rowling. De kroeg bevindt zich in Zweinsveld en is een wat louche gelegenheid. De clientèle is over het algemeen niet zeer betrouwbaar en het is er nooit druk. Er wordt wel gezegd dat de glazen er bijzonder smerig zijn, en klanten wordt daarom geadviseerd hun eigen glas mee te nemen. De eigenaar van de Zwijnskop is Desiderius Perkamentus, de broer van Albus Perkamentus.
In het vijfde boek gebruikt Harry Potter het café samen met zijn vrienden Ron Wemel en Hermelien Griffel om de Strijders van Perkamentus op te richten, een groep die zich bezighoudt met praktijkoefeningen in Verweer Tegen de Zwarte Kunsten. Tijdens de oprichtingsvergadering is het er drukker dan ooit: de drie vrienden hebben ongeveer 25 medeleerlingen op de been weten te brengen.
In het zevende boek komen Harry, Ron en Hermelien tijdens hun zoektocht naar de overgebleven Gruzielementen in de Zwijnskop terecht, en komen ze te weten dat de eigenaar de broer is van Albus Perkamentus. Desiderius vertelt over zijn verleden met Albus en de drie komen verrassende dingen over hem en Gellert Grindelwald te weten. Uiteindelijk helpt Desiderius hen door hen op een geheime doorgang naar Zweinstein te wijzen, welke achter het portret van Ariana, Desiderius' zus, verborgen is en uitkomt in de Kamer van Hoge Nood. De geheime doorgang en de kroeg worden tijdens de Slag om Zweinstein gebruikt om leerlingen van Zweinstein te evacueren, en leden van de Strijders van Perkamentus en de Orde van de Feniks gebruiken hem om in Zweinstein te komen.

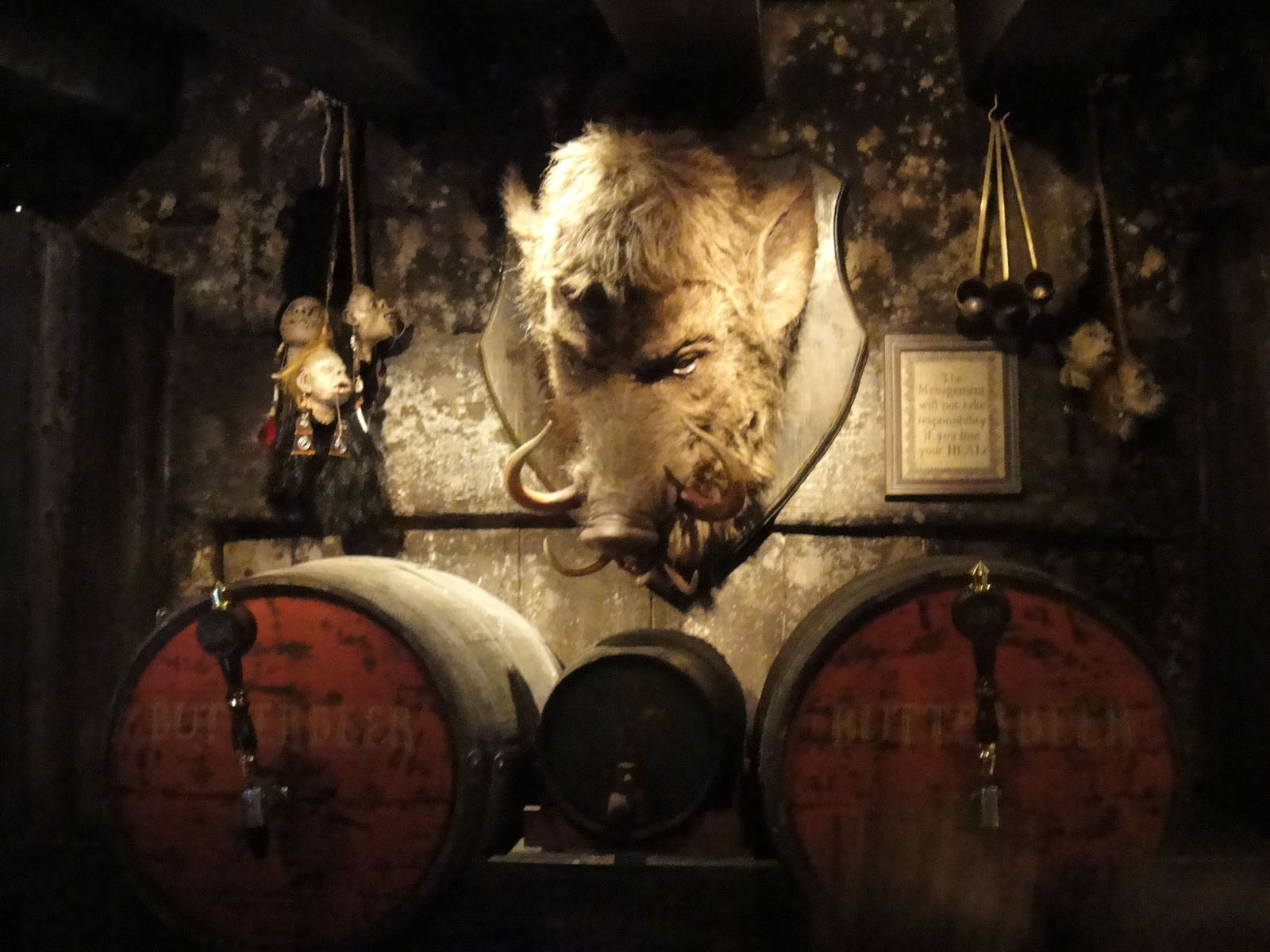
Interieur